# مایکروسافت پروجکت
نرم‌افزار مایکروسافت پروجکت (به انگلیسی: Microsoft Project) یا ام‌اس پروجکت (به انگلیسی: MS Project) برای مدیریت پروژه‌ها بر پایه علم مدیریت پروژه کاربرد دارد و جزو زیر مجموعه نرم‌افزار آفیس است. این نرم‌افزار تصویر جامعی از پروژه را در اختیارتان قرار می‌دهد که می‌توانید تمامی جزئیاتی که برای رسیدن به هدف باید تکمیل شوند را در آن پر کرده و آن‌ها را سازماندهی نمائید.
نرم‌افزار مدیریت پروژه مایکروسافت پروژه به شما کمک می‌کند تا با روشی سازماندهی شده، ایده‌ها و افکارتان را ثبت و آن‌ها را به طرحی قابل اجرا تبدیل کنید. با مایکروسافت پروژه، به سادگی می‌توانید زمان تکمیل هر فعالیت یا هر فاز از پروژه را تخمین بزنید و مطمئن شوید که می‌توانید پروژه را در موعد مورد مقرر به اتمام برسانید.
هنگامی که اجرای پروژه آغاز می‌گردد، می‌توانید برنامه‌ریزی را با توجه به تاریخ‌های واقعی شروع و پایان فعالیت‌ها به هنگام‌سازی کنید (مرحله کنترل پروژه)، در این حالت مایکروسافت پروژه، برنامه را مجدداً محاسبه نموده و نشان می‌دهد که فعالیت‌ها تا چه اندازه زودتر یا دیرتر به اتمام رسیده‌اند.
در آخر شاید مهم‌ترین مزیت استفاده از مایکروسافت پروژه، این باشد که در طول مدت مراحل برنامه‌ریزی و انجام پروژه می‌توانید گزارش‌هایی که نشان دهنده برنامه و میزان پیشرفت کار است را چاپ کنید. همان‌طور که می‌دانید، اگر بیش از یک نفر در اتمام یک پروژه مشارکت داشته باشد، ایجاد ارتباط مؤثر، عامل اصلی و اساسی برای یک نتیجه مطلوب است.

## نسخه‌های نرم‌افزار مایکروسافت پروجکت
1. مایکروسافت پروجکت استاندارد (مخصوص تیم‌ها یا کسب‌وکارهای کوچک تا متوسط)
2. مایکروسافت پروجکت پروفشنال (مناسب کسب‌وکارها بزرگ و سازمان)
3. مایکروسافت پروجکت آنلاین